# كأس الاتحاد 1963
كأس الاتحاد 1963 هو الموسم 1 من  كأس فيد. أقيم خلال الفترة 17 يونيو 1963 وحتى 20 يونيو 1963، وفاز فيه منتخب الولايات المتحدة لكأس فيد.